# Banda Simfònica del Cercle Catòlic de Torrent
La Banda Simfònica del Cercle Catòlic de Torrent és la banda musical pertanyent a la societat del Cercle Catòlic de Torrent. És la banda més antiga de la ciutat, fundada el 1887.

## Història
"No s'apureu, si li posem música del patronat, ací estic jo pa tot lo que siga"
Esta fou la proposta que als començaments de l'any 1887 fera D. José Méndez Perpiñá, vicari de la Parròquia torrentina, fundador del " Patronato de la Juventud Obrera" i del " Círculo Católico Obrero de San José" creat el 1884, en Torrent, a un grup d'amics músics torrentins, i que donaria origen a la que hui anomenem Banda Simfònica del Cercle Catòlic de Torrent.
Fins al segon terci de l'any 1889, participarà en diversos actes religiosos de nostra població i localitats veïnes, però principalment es dedicarà a organitzar l'agrupació musical, dotar-la de l'instrumental i uniformitat necessàries i anar avançant en nombre de músics i qualitat artística, aspecte que assumirà en qualitat de director D. Eulogi Piqueres Simó i que exercirà amb plena satisfacció artística per 25 anys. El dia 7 d'abril del 1888, Dijous Sant la banda estrenarà els seus primers uniformes.
El 31 de juliol del 1889 participa per primera vegada al Certamen de la Fira de Juliol de València celebrat en l'Albereda. Dirigida per D. Eulogio Piqueres Simó obté el Segon Premi dotat amb 1.000 pessetes. " El 1892 concorre de nou al Certamen de la Fira de Juliol, a València, aconseguint en esta ocasió el Tercer Premi, dotat amb 1.500 pessetes.
Serà a partir del 1893 quan es pot afirmar que la Banda és consolidada i comença a contar, amb autèntica categoria, en l'àmbit musical del territori valencià. El 1894 i 1900 tornarà a participar en els Certàmens de Bandes de música de València.
El 1911 la banda fou contractada per actuar a la Seu d'Urgell amb ocasió de les festes en honor de Sant Josep de Calasanç per mediació del Cardenal Benlloch, llavors bisbe de la Seu d'Urgell, decidit protector de la Banda, condeixeble del Pare Méndez, i amic íntim d'altres personalitats torrentines que li feren visitar sovint Torrent.
En Barcelona, de regrés a Torrent, el 12 de Setembre s'imposà a la bandera de la banda la corona de llorer que havia indicat el Bisbe Benlloch.
El 1912 i 1914 prendrà part al certamen de la Fira de Juliol de València en la primera secció, màxima categoria aleshores, i sota la direcció de D. Josep Maria Rius Lerma obtindrà, en ambdues ocasions, el Primer Premi.
El 2010 va incorporar nous músics.